# Tommas Saleh
Tommas Saleh, wł. Géries Saleh (ur. prawdopodobnie 3 maja 1879 w Babdacie, zm. 17 stycznia 1917 w Maraş) – libański duchowny katolicki, męczennik, kapucyn, zamordowany w czasie ludobójstwa Ormian, Greków Pontyjskich, Aramejczyków, dokonananego przez młodoturków, błogosławiony Kościoła katolickiego.

## Życiorys
Urodził się w libańskiej wiosce Babdat w regionie Kada Al-Matin jako piąty z sześciorga synów. 19 listopada 1881 został ochrzczony i bierzmowany. 28 kwietnia 1895 razem z Leonardem Melkim wstąpił do niższego seminarium duchownego Santo Stefano koło Konstantynopola, podlegającego Papieskiemu Instytutowi Wschodniemu. 2 lipca 1900 złożył śluby zakonne w zakonie kapucynów w klasztorze Bugià koło Smyrny. 4 grudnia 1904 roku otrzymał święcenia kapłańskie. Gdy zdał egzamin końcowy 23 kwietnia 1906 roku, wysłano go razem z Leonardem Melkim do Mezopotamii. W 1910 roku przeniósł się do Diyarbakır.
22 grudnia 1914 roku uciekł do Şanlıurfy. Przez dwa następne lata dzielnie znosił szykany ze strony młodoturków i przeżył dwie serie masakr chrześcijan w mieście. Został aresztowany wraz z innymi zakonnikami 4 stycznia 1917 roku. Postawiono mu zarzuty ukrywania ormiańskokatolickiego księdza i rzekomego posiadania broni w klasztorze. Był zamykany w różnych więzieniach, znęcano się nad nim. Zachorował również na tyfus. Osłabiony wskutek choroby i tortur zmarł 17 stycznia 1917 w więzieniu w Maraş.
27 października 2020 papież Franciszek podpisał dekret o jego męczeństwie co otwiera drogę do jego beatyfikacji. 4 czerwca 2022 podczas mszy w klasztorze Świętego Krzyża w Bqennaya koło stolicy Libanu, prefekt Kongregacji ds Kanonizacyjnych w imieniu papieża, dokonał beatyfikacji Leonarda Melkiego i razem z nim wyniesiony na ołtarze został inny libański męczennik Leonardo Melki.